# Paco Lucio
Francisco Javier Lucio Ramos, más conocido como Paco Lucio (Melgar de Fernamental, Burgos, 4 de agosto de 1946-Madrid, 29 de enero de 2022) fue un director de cine, profesor y pintor español.

## Carrera
La carrera militar de su padre le obligó a vivir en ciudades como San Sebastián en sus primeros años. A partir de los nueve años, volvería otra vez a su pueblo natal. Tras superar sus estudios de bachiller en Burgos y Santander, en 1968 se trasladó a Madrid para estudiar Ciencias políticas y ciencias de la información en la Universidad Complutense de Madrid, pero abandonó los estudios para dedicarse al cine. 
Debutó en 1973 como segundo asistente de director en la película El espíritu de la colmena y en 1974 fue supervisor de guion en La prima Angélica. Comenzó a trabajar para el productor Elías Querejeta y fue supervisor de script en películas de Víctor Erice, Carlos Saura o Manuel Gutiérrez Aragón como Furtivos (1975) Cría cuervos, El desencanto, Pascual Duarte (1976) y Mamá cumple cien años (1979), y asistente de director en El sur (1983) y Akelarre (1984). 
En 1986 debutó como director con Teo el pelirrojo, de la que también escribió el guion, y que fue seleccionada para participar en el Festival de Berlín. Después de trabajar como ayudante de director a la serie de televisión Delirios de amor (1989) y en la película Las cartas de Alou, dirigió su segundo largmotraje, El aliento del diablo (1993), que fue premiada por el Círculo de Escritores Cinematográficos pero que no tuvo éxito comercial. Después de dedicarse la publicidad, en 1999 rodó su tercer y último largometraje, La sombra de Caín. Desde entonces y hasta su fallecimiento, se centró en la pintura y en sus clases de cine en la Escuela Universitaria de Artes TAI.